# Агиография новгородская
Агиография новгородская (также севернорусская агиография) — группа агиографических источников, написанных в Великом Новгороде и его окрестностях, посвящённых местным святым.

## История
Истоки новгородской агиографии можно проследить уже со времени начала христианизации Новгородской земли. Сразу после захоронения князя Владимира Ярославича в Софийском соборе, ему, как основателю храма, должна была совершаться панихида. Но во время становления Новгородской церкви поминание святых шло, в основном, по богослужебным книгам, переведённым с греческого языка, а кроме князей Бориса и Глеба и Феодосия Печерского, служб русским святым не было. Только с конца XII века, когда Новгородская церковь обрела самостоятельные права, достигла экономической мощи и заняла главенствующую позицию в обществе, возникла необходимость в создании местного пантеона и соответствующей житийной литературы.
Расцвет новгородской агиографии приходится на XV век. Её мощному развитию в данный период поспособствовала культурная политика архиепископов Евфимия II и Ионы, направленная на демонстрацию первоначальности новгородской духовной традиции. Для создания четьих и служебных сочинений местным святым и чтимым иконам был приглашён ритор Пахомий Серб. Его авторству принадлежит большое количество агиографических творений, включая жития новгородских владык Моисея, Иоанна, Евфимия II и Ионы.
Завершением новгородской агиографии можно считать переработку на греческом языке в 1706—1707 годах братьями Лихудами Жития Варлаама Хутынского, с которой впоследствии был сделан русский перевод.

## Особенности
Первоначальные материалы, необходимые для реконструкции новгородской агиографической литературы, дают летописи, в которых излагается краткая информация о людях, ставших впоследствии святыми. Своего рода введением в местную житийную традицию представляет собой Хождение апостола Андрея Первозванного. Новгородские жития отмечаются особой приверженностью к фольклорным источникам. Так, легендарные мотивы встречаются в житиях архиепископа Иоанна, Антония Римлянина, Иоанна Клопского и других.

## Некоторые произведения
«Сказание о знамении от иконы Богородицы»
Сочинение повествует о победе новгородцев в битве с осадившими город суздальцами. Оно прославляет архиепископа Иоанна и демонстрирует связь Новгорода, находящегося под покровительством Богородицы, с небом. Князь Андрей Боголюбский, наоборот, посрамляется как «лютый фараон». В сказании просматривается связь с событиями того периода и даётся обоснование незыблемости политической независимости Новгорода.
«Повесть о путешествии новгородского архиепископа Иоанна на бесе в Иерусалим»
Эта повесть посвящена прославлению святости новгородского архиепископа Иоанна. Основу ее сюжета составляет типичный для средневековой литературы мотив борьбы праведника с бесом.
«Повесть о новгородском посаднике Шиле»
С именем Иоанна так же связана «Повесть о новгородском посаднике Щиле». В ее основе — устное предание о ростовщике-монахе Щиле, построившем церковь Покрова в Новгороде в 1320 году. Автор в произведении полемизируя с еретиками, пытается доказать необходимость заупокойных молитв, «вкладов по душе».
«Сказания о конце Новгорода»
После утраты Новгородом независимости и окончательного присоединения к Москве в 1478 году складываются легенды о конце Новгорода, подчеркивающие неизбежность этого события (сказание о росписи новгородской Софии под 1045, рассказ о кресте на Софийском соборе, о появлении крови на двух гробах, о слезах от иконы Богородицы) и в жития («Видение пономаря Тарасия» в «Житии Варлаама Хутынского» и т. д.).
«Житие Аркадия, архиепископа Новгородского»
Памятник новгородской агиографии, представляющий собой краткую записку об основных этапах биографии Аркадия как духовного лица.
«Житие Михаила Клопского»
Развернутое агиографическое повествование о жизни и чудесах новгородского святого‑юродивого, сочувствовавшего московским князьям.